# مجدع مضلل

تعديل مصدري - تعديل

مجدع مضلل هي إحدى قرى عزلة سباح بمديرية سباح التابعة لمحافظة أبين، بلغ تعداد سكانها 21 نسمة حسب تعداد اليمن لعام 2004.